# Feuillet (Panamá Oeste)
Feuillet es un corregimiento del distrito de La Chorrera en la provincia de Panamá Oeste, República de Panamá. La localidad tiene 4094 habitantes (2023).